# Ululodes flavistigma
Ululodes flavistigma är en insektsart som beskrevs av Banks 1908. Ululodes flavistigma ingår i släktet Ululodes och familjen fjärilsländor. Inga underarter finns listade i Catalogue of Life.